# Линкольн Райм: Охота на Собирателя костей
«Линкольн Райм: Охота на Собирателя костей» (англ. Lincoln Rhyme: Hunt for the Bone Collector) — американский телесериал в жанре криминальной драмы, трансляция которого началась на американском телеканале NBC 10 января 2020 года. Телесериал является адаптацией книги американского писателя Джеффри Дивера «Собиратель костей», опубликованной в 1998 году.
10 июня 2020 года канал NBC закрыл телесериал после одного сезона.

## Сюжет
Линкольн Райм — знаменитый детектив-криминалист, автор множества книг, навсегда прикованный к постели. Амелия Сакс — полицейский-новичок. Когда в городе появляется серийный убийца, она становится глазами и ушами Райма. С её помощью гений криминалистики пытается разгадать тайный шифр, скрытый в непредсказуемых убийствах.

## В ролях

### Основной состав
- Расселл Хорнсби — Линкольн Райм, блестящий, но упрямый судебный эксперт и криминалист, получивший во время работы серьёзные увечья, из-за чего страдает тетраплегией[англ.]. Тем не менее, он продолжает свою работу удалённо, работая с другими над расследование и раскрытием дел.
- Ариэль Кеббел — Амелия Грейс Сакс, интуитивный новичок-офицер полиции Нью-Йорка, которая становится самым надёжным союзником Линкольна в охоте за Собирателем костей.
- Тейт Эллингтон — Феликс, компьютерный эксперт, работающий с командой.
- Майкл Империоли — детектив Майк Селлитто, ветеран полиции Нью-Йорка и бывший напарник Линкольна.
- Брук Лайонс — Кейт, судебный эксперт, работавшая с Линкольном во время его службы в полиции.
- Рослин Рафф — Клэр, сиделка и помощница Линкольна.
- Рамзес Хименез — Эрик Кастильо, детектив полиции Нью-Йорка и новый напарник Селлитто.
- Брайан Ф. О’Бирн — Питер Тейлор / Собиратель костей, серийный убийца, за которым Линкольн гнался на протяжении всей своей карьеры, и который снова появляется, чтобы завершить то, что он считает незавершенным, между ними.
- Кортни Гросбек — Рэйчел Сакс, сестра-подросток Амелии.

### Второстепенный состав
- Клэр Коффи — Даниэль, жена Собирателя костей.
- Тони Сайпресс — Найя, бывшая невеста Линкольна.
- Джайдон Уоллс — Камден, сын Линкольна.

### Гостевые актёры
- Роза Эванджелина Аррендондо — шеф Олсен, начальник полиции Нью-Йорка.
- Трейси Томс — агент ФБР Каттер, бывший руководитель Линкольна в полиции Нью-Йорка.

## Обзор сезонов
| Сезон | Сезон | Эпизоды | Дата показа    | Дата показа   | Рейтинг Нильсона | Рейтинг Нильсона       |
| Сезон | Сезон | Эпизоды | Премьера       | Финал         | Ранк             | Зрители США (миллионы) |
| ----- | ----- | ------- | -------------- | ------------- | ---------------- | ---------------------- |
|       | 1     | 10      | 10 января 2020 | 13 марта 2020 | 69               | 5,57                   |

## Список эпизодов

### Сезон 1 (2020)
| № общий | № в сезоне | Название                                              | Режиссёр      | Автор сценария                   | Дата премьеры   | Произв. код | Зрители в США (млн) |
| --- | ---------- | ----------------------------------------------------- | ------------- | -------------------------------- | --------------- | ----------- | ------------------- |
| 1 | 1          | «Pilot» «Пилот»                                       | Сет Гордон    | Марк Бьянкулли & Стивен Дж. Бойд | 10 января 2020  | 101         | 4.37                |
| Через три года после того, как коллекционер костей завершил свою карьеру, детектив Линкольн Райм вместе с офицером полиции Нью-Йорка Амелией Сакс расследует серию убийств, которые похожи на возвращение убийцы и рождение новой команды. |            |                                                       |               |                                  |                 |             |                     |
| 2 | 2          | «God Complex» «Комплекс бога»                         | Мелани Майрон | Бэрри О’Брайен & Джон Кауэн      | 17 января 2020  | 102         | 3.79                |
| Линкольн и Амелия объединяют усилия, чтобы найти убийцу, вдохновленного древнегреческой мифологией (мифы про Арахну, Икара, Нарцисса, Орфея, Прометея и Сизифа), который ведёт прямую трансляцию убийств. Тем временем Собиратель костей готовит устрашающий подарок, чтобы отпраздновать возвращение Линкольна к работе со своим новым напарником. |            |                                                       |               |                                  |                 |             |                     |
| 3 | 3          | «Russian Roulette» «Русская рулетка»                  | Джоно Оливер  | Мойра Деккер                     | 31 января 2020  | 103         | 3.36                |
| Когда молодая женщина из изолированной русской общины, ставшая свидетелем убийства, обращается за помощью к Линкольну и Амелии, дело принимает шокирующий оборот, когда таинственное убийство связано с холодным делом — трагическим исчезновением девочки-подростка. Тем временем обнаруживается "секрет" Собирателя костей.                       |            |                                                       |               |                                  |                 |             |                     |
| 4 | 4          | «What Lies Beneath» «Что скрывает ложь»               | Руба Надда    | Джефф Ричардс                    | 7 февраля 2020  | 104         | 3.64                |
| Странное убийство в университетском исследовательском центре толкает Амелию и Кейт в мир посмертной экспертизы. Линкольн исследует новые возможности с помощью друга Селлитто. |            |                                                       |               |                                  |                 |             |                     |
| 5 | 5          | «Game On» «Игра началась»                             | Гэри Фледер   | Лорен Грир                       | 14 февраля 2020 | 105         | 3.45                |
| 6 | 6          | «'Til Death Do Us Part» «Пока смерть не разлучит нас» | Лиза Кэмпбелл | Эми Ламберт                      | 21 февраля 2020 | 106         | 3.57                |
| 7 | 7          | «Requiem» «Реквием»                                   | Брэд Андерсон | Стивен Дж. Бойд                  | 28 февраля 2020 | 107         | 3.45                |
| 8 | 8          | «Original Sin» «Первородный грех»                     | Джон Эмиел    | Джон-Пол Никел                   | 6 марта 2020    | 108         | 3.71                |
| 9 | 9          | «Open Warfare» «Открытая война»                       | Стив Шилл     | Джейми Перри & Джастин Бойд      | 13 марта 2020   | 109         | 3.78                |
| 10 | 10         | «Mano A Mano» «Рука об руку»                          | Гэри Фледер   | Лорен Грин & Джон Кауэн          | 13 марта 2020   | 110         | 3.44                |

## Производство

### Разработка
17 января 2019 года телеканал NBC одобрил съемки пилотного эпизода шоу.